# Sèleco
Sèleco è un marchio italiano di elettronica di consumo. Fondato nel 1933 dalla divisione elettronica della Zanussi di Pordenone, dal 1983 al 1997 è stato marchio dell'omonima azienda, la Sèleco S.p.A., che è stata la prima del settore in Italia e la quarta in Europa. Dopo il fallimento di quest'ultima azienda, il marchio è passato sotto altre proprietà e dal 2021 appartiene alla società BTV SRL di Roma.

## Storia

### Le origini: la nascita del marchio Sèleco e la Zanussi Elettronica (1965-1982)
La Zanussi di Pordenone, affermatasi come maggior produttore italiano di elettrodomestici, nel periodo compreso tra la fine degli anni cinquanta e gli inizi degli anni sessanta, diversificò le sue attività facendo ingresso nel settore elettronico, in particolare nella produzione dei televisori. Lino Zanussi (1920-1968), amministratore delegato dell'azienda, che intuì le potenzialità di questo settore industriale che in Italia e in Europa all'epoca era in forte espansione, nel 1959 effettuò un viaggio in Giappone, paese all'avanguardia in questo campo. La produzione dei primi apparecchi fu commissionata all'Ultravox di Milano, utilizzando il marchio aziendale Rex, il cui primo modello fu il Rex 27 del 1961. Un anno più tardi, nel 1962, fu creato un secondo marchio, Naonis, destinato a una clientela femminile.
Zanussi che al rientro dal suo viaggio in Giappone aveva convocato i più stretti collaboratori per un adeguato approfondimento del tema, dopo aver ascoltato le varie opinioni, chiese all'ingegner Giorgio Tranzocchi (1922-1988), quale fosse la quantità minima di televisori da produrre all'anno. Tranzocchi, a cui venne affidata la direzione del nuovo ramo di attività, rispose che la quantità ideale era di 120.000 apparecchi l'anno, e più tardi, nel 1963, nello stabilimento di Porcia fu installata la prima linea di montaggio dedicata. L'azienda friulana avviò così l'assemblaggio dei televisori su telai Ultravox, e completati con componenti acquistati da terzi fornitori.
Nel 1965 fu decisa la creazione di un terzo marchio che potesse affermarsi nel mercato dei televisori. I nomi proposti furono diversi, e tra questi venne scelto Sèleco, derivato dalla crasi fra i termini "selettore" e "continuo". La realizzazione grafica del marchio, la sua forma e cromatura, fu fatta dall'ufficio di disegno industriale della Zanussi, diretto da Gastone Zanello.

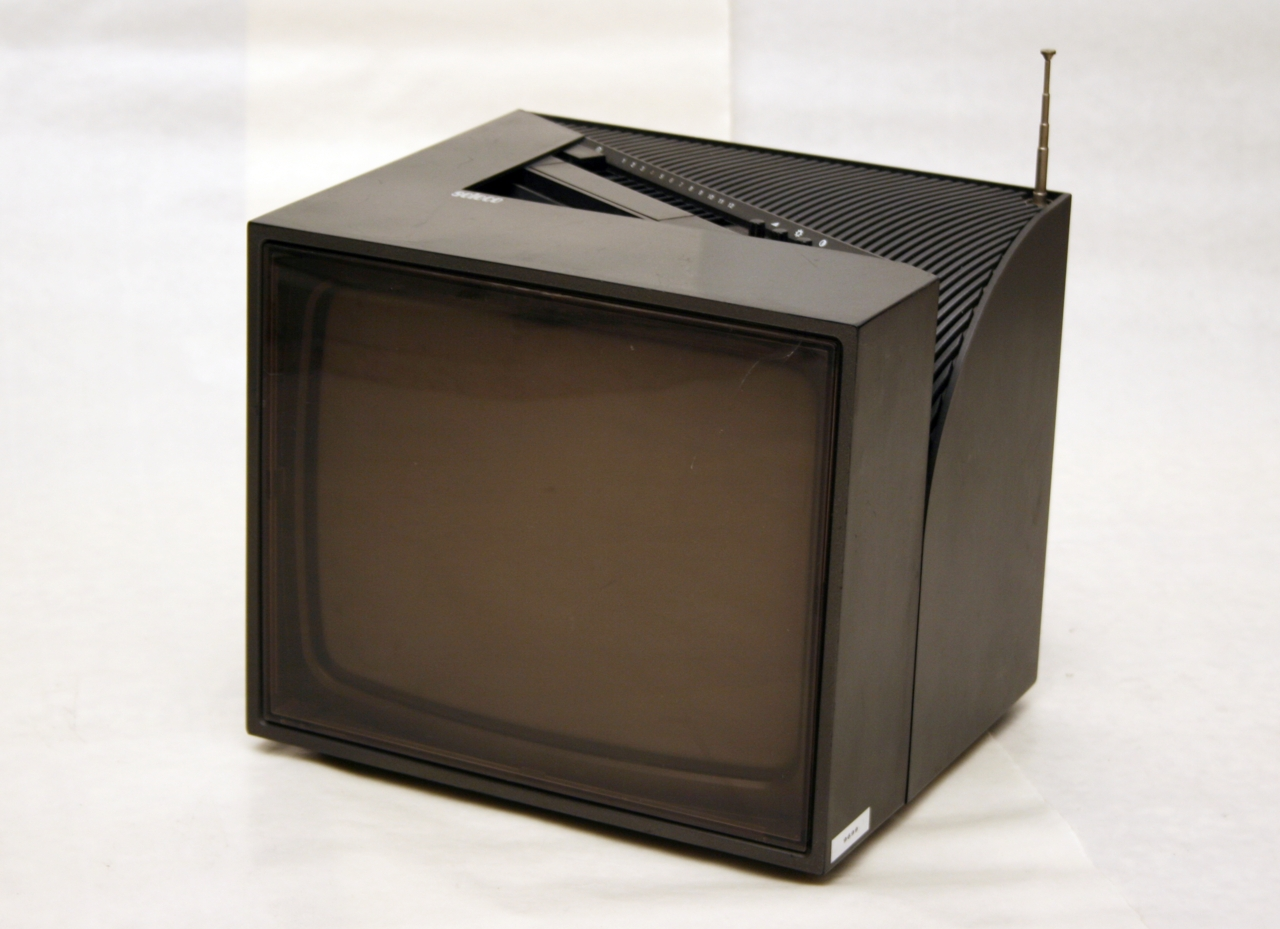
Il modello di televisore CRT Sèleco 14 SX 201.

Nel 1967, Zanussi aprì un nuovo stabilimento di 30.000 m² a Vallenoncello, destinato unicamente alla produzione elettronica e dotato di moderni macchinari, che grazie alle competenze tecniche acquisite nel settore, spinse l'attività a non essere limitata solo all'assemblaggio dei televisori e delle radio, poiché si aggiunsero altre attività connesse, quali la produzione di componenti elettronici, circuiti stampati, telai e parti meccaniche, stampaggio plastiche, foratura, zincatura e verniciatura, cosicché da allora ogni apparecchio veniva interamente prodotto in proprio dall'azienda friulana in tutte le sue parti, a eccezione dei soli cinescopi per televisori, forniti dalla Videocolor di Anagni.
Nel 1968 morì per un incidente aereo Lino Zanussi, e successivamente la famiglia affidò la conduzione dell'azienda a Lamberto Mazza, divenuto nuovo amministratore delegato del Gruppo. Nella seconda metà degli anni settanta, l'industria italiana dei televisori era però entrata in una crisi profonda, dovuta principalmente alla mancata introduzione della televisione a colori in Italia da parte del governo, le cui trasmissioni negli altri paesi europei erano state avviate sul finire degli anni sessanta, una situazione che rese le aziende operanti nel settore - che ancora assemblavano apparecchi in bianco e nero - tecnologicamente arretrate rispetto ai concorrenti stranieri. Ciò malgrado, nel 1974 la Zanussi produsse e commercializzò con il marchio Sèleco la prima console per videogiochi di produzione italiana, la Ping-o-tronic.

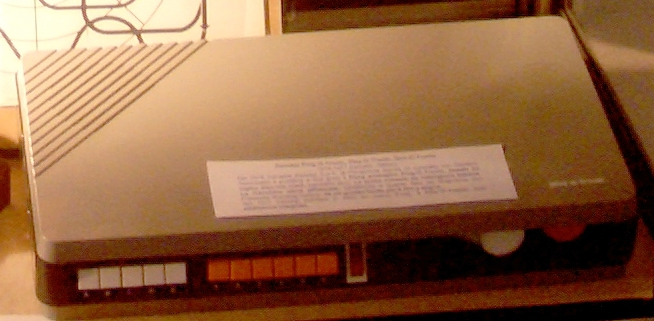
Il Ping-O-Tronic, prima console per videogiochi di produzione italiana a marchio Sèleco.

Nel 1975, Mazza attuò la ristrutturazione del Gruppo che portò alla nascita di cinque divisioni, tra cui quella elettronica. La medesima divisione, quattro anni più tardi, nel 1979, venne scorporata e costituita in azienda autonoma come Zanussi Elettronica S.p.A., in cui rientrarono tutte le attività di produzione elettronica e con i marchi Rex, Naonis, Sèleco e Stern. Nella Zanussi Elettronica confluirono aziende che erano passate sotto il controllo del Gruppo di Pordenone, come la Ducati Elettronica di Bologna e la Procond di Longarone (1977), operanti nel settore della componentistica, e l'Inelco di Tavernerio, in provincia di Como (1978), attiva nell'elettronica professionale.

### La crisi del Gruppo Zanussi e la creazione di Sèleco S.p.A. assieme a REL e Indesit (1983-1990)
Zanussi Elettronica risentì, oltre che della crisi generale dell'industria elettronica in Italia, anche del default finanziario che nel 1982 colpì la società capogruppo, a causa di un deficit di 130 miliardi, tant'è vero che due anni più tardi, nel 1984, il Gruppo friulano venne ceduto alla multinazionale svedese Electrolux. Per rilanciarsi, Zanussi Elettronica dovette ricorrere all'intervento pubblico, che a quell'epoca interessò l'industria elettronica italiana e che avveniva attraverso la REL, finanziaria pubblica istituita nel 1982 dal Ministero dell'Industria, con il compito di risanare le aziende del settore in crisi.
Il 6 dicembre 1983, fu costituita a Pordenone la Sèleco S.p.A., con un capitale sociale di 56 miliardi di lire, suddiviso tra REL, Zanussi Elettronica e Indesit, rispettivamente con il 49, il 45,26 e il 5,74% delle partecipazioni. Grazie a una successiva delibera da parte del CIPI, pubblicata il 24 dicembre sulla Gazzetta Ufficiale, REL fu autorizzata a erogare alla nuova società finanziamenti agevolati per 102 miliardi di lire. Nella Sèleco confluirono le attività industriali della Zanussi Elettronica con i marchi Sèleco, Rex, Naonis e Stern, e alcuni impianti di produzione della Indesit da tempo inutilizzati. Se a quel punto Sèleco divenne formalmente un'azienda autonoma di elettronica, specializzata prevalentemente nella produzione di televisori a colori, essa stessa di fatto non era svincolata dalla vecchia proprietà, che rimaneva comunque come socio di minoranza. Tra tutte le aziende italiane di elettronica in crisi interessate dall'intervento della REL, Sèleco fu l'unica in cui la finanziaria pubblica era socio di maggioranza. Inoltre, se si considera che il terzo socio, Indesit, nel 1985 andò in amministrazione controllata, il controllo pubblico sulla Sèleco arrivava al 55% del suo capitale.
Nei primi cinque anni di attività vennero effettuati enormi investimenti soprattutto negli impianti produttivi, che dovevano servire a creare il polo italiano del televisore a colori in grado di produrre circa un milione di pezzi all'anno. L'azienda si impose come primo produttore nazionale di televisori e nel 1986 raggiungeva una quota di mercato in Italia del 13%. Electrolux, che aveva assunto il pieno controllo di Zanussi, in qualità di socio privato di Sèleco nel 1987 aveva minacciato il suo disimpegno dall'azienda qualora lo Stato non avesse deciso di destinare alla medesima tutti i fondi erogati per l'industria elettronica. Inoltre, la stessa multinazionale svedese fece pervenire una richiesta al Ministero dell'Industria, dicastero allora guidato dal repubblicano Adolfo Battaglia, di altri 100 miliardi di lire di finanziamento pubblico per rilevare tre aziende in difficoltà partecipate da REL e costituirci assieme il polo elettronico nazionale nel settore: Brionvega, Imperial e la Nuova Autovox, più relativi marchi. Sèleco, al contrario di altre aziende interessate dall'intervento pubblico registrava valori di bilancio positivi, seppur non particolarmente elevati, incluso un buon andamento di mercato e un fatturato che annualmente si aggirava sui 300 miliardi di lire, grazie pure allo sviluppo tecnologico che si presentava all'avanguardia, poiché assieme alla tedesca Standard Elektrik Lorenz era l'unica in Europa a progettare televisori con tecnologia digitale.
Nel 1988, l'azienda friulana siglò un accordo con il colosso tedesco Siemens per la fornitura di componenti in tecnica digitale. Nello stesso periodo, vi furono contrasti tra Zanussi-Electrolux e il Ministero dell'Industria. Le due parti non riuscivano a raggiungere un'intesa, poiché la multinazionale svedese non era intenzionata a rispettare la condizione posta al momento in cui il CIPI deliberò la costituzione della Sèleco, che la impegnava a rilevare la totalità dell'azienda entro il quinto anno di attività. Il Gruppo svedese, che manifestava da tempo la propria intenzione di disimpegnarsi dall'elettronica di consumo qualora non fosse stato aiutato a creare il polo nazionale, mise in vendita le proprie quote possedute in Sèleco attraverso Zanussi, che per la prima volta dall'avvio delle sue attività registrava ingenti perdite di bilancio.
Nel 1990, Sèleco partecipò al Consorzio Italiano Terminali ad Alta Definizione (CITAD), costituito a quell'anno per la ricerca e lo sviluppo della tecnologia televisiva dell'alta definizione, assieme alla RAI, Philips Italia, Selenia IEA, Italtel e SGS Thomson e Videocolor. Vi fu pure un massiccio impegno aziendale nell'ambito dei decoder per la pay tv, divenendo fornitore per la nascente Telepiù.

### L'era Rossignolo: la crisi del 1994 e il fallimento (1991-1997)
La situazione di stallo e di incertezza sul futuro di Sèleco, che contava all'alba degli anni novanta 1.700 addetti, si protraeva fino al 1991, quando le quote di maggioranza dell'azienda, il 59,3%, furono rilevate dalla SOFIN S.p.A., società finanziaria facente capo a Gian Mario Rossignolo, presidente della Zanussi, e allo svedese Hans Werthén, CEO di Electrolux, e che aveva come altri soci la Crediop, la britannica Hambros Bank e la francese Crédit national. REL, rimaneva come socio di minoranza, che assieme alla SPI del Gruppo IRI rimaneva proprietaria del 37% di Sèleco, mentre il restante 3,7% veniva acquisito dalla Friulia, finanziaria della Regione Friuli-Venezia Giulia. A seguito di questa operazione, venne sottoscritto l'aumento di capitale per 34 miliardi di lire.
I conti della società e la sua capacità produttiva (900 000 televisori e 100 000 videoregistratori l'anno) migliorarono, e nel 1992 si espanse rilevando la maggioranza della spagnola Elbe di Barcellona e della Brionvega di Milano. Nel 1993, si verificarono i primi contrasti con il socio REL (peraltro in liquidazione), e il presidente Rossignolo e il vicepresidente Werthén si dimisero dalle rispettive cariche ricoperte nell'azienda pordenonese rimanendovi solo come azionisti, con il primo che fu sostituito dall'amministratore delegato Riccardo Viziale. All'origine dei contrasti tra il socio di maggioranza SOFIN e la REL, la richiesta fatta al socio pubblico da parte di Rossignolo a partecipare alla ricapitalizzazione di Sèleco attraverso la conversione in azioni del credito di 82 miliardi di lire vantato dalla REL nei confronti dell'azienda, ma dalla medesima respinta nonostante tale soluzione non avrebbe comportato alcun ulteriore ricorso a fondi pubblici. L'azienda friulana, che l'anno precedente aveva realizzato un fatturato di 450 miliardi di lire, cominciò nuovamente a registrare notevoli perdite, dovute principalmente alla saturazione del mercato mondiale dei televisori e agli onerosi investimenti effettuati per acquisire i marchi Elbe e Brionvega.
Nel 1994, degli investitori maltesi fecero ingresso nell'azionariato di Sèleco, ma l'azienda incappò in una nuova crisi e perciò per ridurre i costi e recuperare il deficit che si stava accumulando, l'anno precedente era stato chiuso lo stabilimento spagnolo. Tuttavia, la stessa Sèleco rischiava di chiudere e ciò comportò nel febbraio 1994 la mobilitazione dei 1.500 lavoratori dell'azienda e dei circa 2.500 che operavano nell'indotto, nonché dei cittadini di Pordenone e delle istituzioni italiane e maltesi. Sulla vicenda Sèleco intervenne anche l'allora capo del governo italiano Carlo Azeglio Ciampi, che sollecitò sia REL che SOFIN che gli altri azionisti a ricapitalizzare l'azienda, al fine di scongiurare la liquidazione voluta da REL e il commissariamento. Tra febbraio e marzo, grazie all'approvazione da parte del governo e dei sindacati del piano di rilancio elaborato da Rossignolo, a seguito di un'assemblea straordinaria dei soci fu deliberato un aumento di capitale per 45 miliardi, completato ad agosto. La ricapitalizzazione modificò l'assetto azionario di Sèleco, dove SOFIN rimaneva azionista di riferimento con il 42,64% delle sue quote, seguita dalla Friulia con il 28,89%, dalle banche creditrici con il 23,33%, e dai propri dipendenti con il 5,14% che hanno contribuito con una parte del proprio TFR.
Nel 1996, venne scorporata la divisione dedicata alla produzione di decoder e videoproiettori e creata la Sèleco Multimedia S.r.l., in cui poco tempo dopo, fecero ingresso la Italtel e Friulia, che acquisirono il 33% delle quote ciascuno e la nuova azienda fu rinominata Sèleco Italtel Multimedia S.p.A. (SIM). Nello stesso anno, la composizione del capitale sociale di Sèleco subì una nuova modifica ed era così costituita: l'87,91% alla SOREC (Rossignolo), il 5,22% alla SOFIN, il 3,49% alla Friulia, il 2,82% alle banche creditrici e lo 0,56% ai dipendenti.
Nel gennaio 1997, l'azienda, il cui personale era stato ridotto da un anno a circa 700 unità, interruppe per una settimana le attività nella fabbrica di Vallenoncello (le altre erano state dismesse), per mancanza di liquidità dovuta alla chiusura dei crediti da parte delle banche, e per la mancata fornitura dei componenti per assemblare i televisori. Nel periodo 1993-95 le perdite accumulate da Sèleco furono di oltre 180 miliardi, una situazione finanziaria disastrosa che impediva qualsiasi nuovo tentativo di rilancio, e il periodo di inattività andava prolungandosi con la messa in cassa integrazione dei dipendenti. L'assemblea dei soci riunitasi alla fine di febbraio decise di chiedere al Tribunale di Pordenone di avviare la procedura di concordato preventivo: la situazione finanziaria era ormai divenuta insostenibile, e poiché i giudici del tribunale fallimentare del capoluogo friulano ritennero insussistente le motivazioni per la richiesta di concordato presentata dalla società e negarono l'ammissione all'amministrazione straordinaria, il 17 aprile 1997 i medesimi dichiararono il fallimento di Sèleco.

### Dopo il 1998
Il 20 dicembre 1997, il Gruppo Formenti, azienda lombarda di Lissone con una solida tradizione industriale nel settore dell'elettronica civile domestica e professionale, acquistò all'asta fallimentare lo stabilimento di Vallenoncello, i marchi (Sèleco, Brionvega, Stern e Tandberg) e la quota di partecipazione nella SIM (che in seguito diverrà SIM2 Multimedia) dell'azienda fallita, aggiudicati per un valore di 26,5 miliardi di lire. Il ramo di attività rilevato all'asta fallimentare confluì nella Formenti-Sèleco S.p.A., la cui produzione prese avvio nell'aprile 1998 con l'impiego iniziale di una cinquantina di addetti presi in carico dalla nuova azienda controllata dalla famiglia Formenti, che in seguito diverranno 250. Oltre ai marchi rilevati all'asta, la produzione di Formenti-Sèleco comprendeva anche Imperial, il cui marchio era stato rilevato dal Gruppo brianzolo dopo il fallimento dell'omonima azienda milanese, e Phonola, acquisito nel 2001. Dopo un iniziale periodo caratterizzato da incrementi di vendite e fatturato, per il Gruppo ebbe inizio una fase discendente e di crisi, che portava alla sua autoliquidazione nel 2004, e poco dopo alla gestione commissariale.
Nell'agosto 2006, l'attività di produzione dei televisori di Formenti-Séleco con i marchi e gli stampi, veniva rilevata dalla Smart TV S.r.l. di Udine dei fratelli Marco e Carlo Asquini, che prendeva in carico 75 dipendenti dello stabilimento di Vallenoncello. Due mesi più tardi, a ottobre, gli Asquini creavano una startup denominata Seleco S.p.A., divenuta Super//Fluo S.p.A. nel 2007, che acquisiva il pieno controllo dello stabilimento di Vallenoncello e avviava la produzione dei televisori CRT ed LCD con i marchi Sèleco, Brionvega e Imperial, con l'impiego iniziale di 20 addetti. Il tentativo di rilancio del marchio Sèleco intrapreso da Super//Fluo si concentrava prevalentemente nello sviluppo di prodotti dal design ricercato, tra i quali vale la pena menzionare il TV Primo, oltre al modello di radio da tavolo Aradio. L'iniziativa, giunta a impiegare nell'organico fino a 97 dipendenti, andava a naufragarsi nel giro di pochi anni e nel 2009 la società veniva messa in liquidazione dalla proprietà, alla quale poi hanno fatto seguito il concordato e il fallimento.
Nell'aprile 2010, il marchio Sèleco, che dopo il fallimento della società dei fratelli Asquini tornava alla gestione commissariale di Formenti-Sèleco, veniva messo all'asta giudiziaria assieme agli altri, finendo assegnato alla Selek Technology dell'imprenditore Kelen Calligaro.
Nel dicembre 2016, la società Twenty S.p.A. di Como, formata da una serie di investitori e presieduta dall'imprenditore romano Maurizio Pannella, che aveva da poco rilevato la proprietà del marchio Magnadyne, accanto, in quel periodo, all'esclusiva commerciale per il mercato italiano dei prodotti a marchio SABA e Nordmende, acquistava il marchio Sèleco, con l'obiettivo di rilanciarlo attraverso la commercializzazione di una gamma di televisori LED, da assemblare originariamente nella propria sede magazzino comasca. La società nel maggio 2017 diviene Sèleco S.p.A., la cui sede legale viene fissata a Milano, e successivamente spostata a Trieste, dove sarebbe dovuta partire anche l'attività produttiva, dopo aver vagliato tra le ipotesi anche una ripresa delle attività nel sito dismesso di Valloncello. Il progetto di rilancio industriale del marchio Sèleco elaborato da Pannella si rivelerà però un bluff, poiché al di là della commercializzazione di una linea di televisori e prodotti elettronici importati dall'estero, nessun piano industriale si realizzerà in definitiva in Italia. L'azienda registra ingenti perdite di bilancio, dovute al crollo dei ricavi nonché alle elevate spese nelle sponsorizzazioni sportive, e nel novembre 2018 chiede e ottiene dai tribunali di Trieste e di Milano l'ammissione al concordato preventivo. Poco tempo dopo, il Tribunale di Milano dopo un'analisi della situazione finanziaria dell'azienda, fa saltare il concordato e il 9 maggio 2019 dichiara il fallimento di Sèleco S.p.A..
Nel 2021, il marchio Sèleco è tornato sul mercato italiano attraverso la società BTV S.r.l. di Via Lungotevere dei Mellini 44, Roma, che ne ha acquisito la proprietà e commercializza Smart TV prodotti in Turchia.
Allo stesso indirizzo si trova la sede legale della catena di negozi Risparmio Casa, alla cui divisione Rica Trade sono attribuiti vari prodotti Sèleco e Necchi.

## Informazioni e dati
Sèleco S.p.A., azienda con sede legale a Pordenone, operava nel settore dell'elettronica di consumo, con la produzione di televisori, videoregistratori, decoder satellitari, videocamere e videoproiettori.
Nel periodo di massima espansione, il 1993, l'azienda friulana operava in quattro stabilimenti in Italia localizzati a Pordenone-Vallenoncello, Milano, Campoformido, in provincia di Udine, e Airasca, in provincia di Torino, e due all'estero, a Malta e Barcellona. La produzione dei televisori a colori si svolgeva nelle fabbriche di Vallenoncello (come pure quelle dei decoder e dei videoproiettori), Malta e Barcellona, quella dei videoregistratori e delle videocamere a Campoformido su licenza della giapponese JVC, mentre nelle fabbriche di Milano e Airasca si svolgeva la produzione a marchio Brionvega. Con i suoi circa di 1 milione di pezzi prodotti all'anno, Sèleco era la prima azienda italiana del settore e la quarta in Europa. Oltre che con il marchio Sèleco, l'azienda operò anche con i marchi Brionvega, Rex e Stern destinati al segmento di mercato di fascia alta, e Tandberg per la fascia bassa, e in Spagna e Portogallo con il marchio Elbe che contava quote di mercato del 17 e del 6%. Principali paesi di esportazione erano la Francia, la Germania, i Paesi Bassi e la Svezia, dove operava soprattutto con il marchio Sèleco ma anche con marchi della grande distribuzione organizzata.
Nel 1995, Sèleco realizzava un fatturato di 266,4 miliardi di lire, e una perdita d'esercizio di appena 3 milioni, e impiegava 1.107 persone.

## Sponsorizzazioni

Sèleco sponsor di maglia della nella stagione 1982-1983

Dagli anni ottanta in poi Sèleco è stata particolarmente attiva nell'ambito delle sponsorizzazioni in campo sportivo. Il marchio è stato infatti main sponsor della squadra di pallacanestro del Napoli Basket, nonché della squadra di calcio della Lazio. Successivamente fu sponsor ufficiale del Palermo per la Serie B 1991-1992.
Il 30 aprile 2017, in occasione del Derby di Roma valido per la Serie A 2016-2017, il marchio Sèleco riappare sulle maglie laziali; due giorni dopo viene ufficializzato il ritorno di Sèleco quale main sponsor stabile della Lazio per il biennio 2017-2018, con opzione di prolungamento per le stagioni successive.
Nel maggio 2017 Sèleco si reimpegna anche nella pallacanestro affiancando il Cuore Napoli Basket; nel luglio seguente diviene poi title sponsor della Nuoto Catania. Nel mese di agosto viene invece chiuso l'accordo di sponsorizzazione con la squadra di calcio del Pontedera.
Sèleco Easy Life diventa invece co-sponsor di maglia del Pordenone, apparendo poi anche sul retro delle già citate casacche laziali; alla scuderia di squadre sponsorizzate si aggiunge poi anche la Salernitana, mediante il marchio Sèleco Home.
Il 29 giugno 2018 Sèleco diventa per la prima volta titolare di un club sportivo: in tale data rileva infatti dall'imprenditore Alberto Burzoni la proprietà del Pro Piacenza, seconda squadra di calcio della città emiliana, militante in Serie C.
Nel settembre dello stesso anno Sèleco Unet diventa uno degli sponsor della squadra di pallavolo femminile dell'UYBA Volley. Nel 2021 Sèleco torna nel mondo del calcio diventando uno dei main sponsor del Pescara.